# Perro dogo mallorquín
Il cane mastino di Maiorca o Perro de Presa Mallorquin anche chiamato Ca de Bou  (cane da toro) e ufficialmente chiamato Perro dogo mallorquín è una razza spagnola originaria dell'isola di Maiorca. Questo molosside è legato alla razza spagnola del dogo canario o (presa canario).
Il dogo Mallorquín ha sangue del mastiff inglese e del bulldog.
La razza è anche nota con i nomi di:  Perro Dogo Mallorquín, Dogue de Majorque, Chien de Combat Majorquin, Perro de presa Mallorquín, Majorquin Bulldog, Ca de Bou, Mallorquin Mastiff, Majorca Mastiff, Majorcan Bulldog.

## Storia

### Origini
Nel 1232 il re di Aragona espulse i Mori dalla Baleari, le quattro isole al largo della costa catalana. Gli spagnoli importarono così il loro Mastiff Iberican. Cane questo da cui discendono molte delle razze di mastini moderni spagnoli, quali: il mastino spagnolo, il mastino dei Pirenei e il vecchio alano spagnolo.
Alcuni allevatori della razza Ca de Bestiar sostengono che la razza derivi direttamente dai cani che il re Giacomo importò.
La prima menzione scritta dell'alano spagnolo è del 1350 e si trova nel libro di re Alfonso XI: Libro di caccia.
Le prime origini della Ca de Bestiars sull'isola risalgono al XVI-XVII secolo.
Il re Alfonso XI portò le isole Baleari sotto il controllo della corona di Aragona.
In seguito iniziarono scambi tra Maiorca e Barcellona, con la Francia, ed anche con Genova e le altre repubbliche italiane durante l'occupazione moresca.
Mastini, alani e cani da pastore si sarebbero incrociati tra loro sull'isola.
Nel 1713, l'Inghilterra annesse le Baleari con il trattato di Utrecht. L'origine della parola  Ca de Bou si è evoluta da allora; infatti, la parola Ca de Bou è l'equivalente in catalano di bull-dog, ma contrariamente ad oggi essa non esprimeva una razza precisa ma piuttosto una specializzazione lavorativa di cani anche differenti per forma tra loro.
Il Ca de Bestiar era ben considerato dagli abitanti del luogo come un cane da pastore e buon guardiano. Anche in questo caso le dimensioni degli esemplari e le loro forme dipendevano dalla funzione che veniva cercata. Il vecchio Ca de Bestiar aveva grandi corpi potenti, il collo forte e ossa spesse (tipo mastino). Qualunque sia stata la loro funzione, avrebbero potuto resistere alle temperature elevate dell'isola di Maiorca.
Gli inglesi durante il loro dominio sull'isola introdussero la pratica del combattimento con i tori. È comune convinzione che gli inglesi introdussero più di un bulldog che incrociarono con cani da guardia locali e cani da caccia.
Oppure secondo un'altra ipotesi è più probabile che commercianti maiorchini hanno preso il Perro de Toro (bulldog spagnolo che sono più pesanti e più bassi degli alani spagnoli) per consentire i combattimenti con i tori richiesti dagli inglesi.
Infatti, la stessa origine del bulldog inglese non è chiara, secondo alcuni potrebbe derivare da cani spagnoli importati in Inghilterra nel 1632; anche se questa opinione è sconfessata da: MB Wynn nel suo libro 1886 sulla History of the Mastiff (Storia del Mastino).
Il bulldog spagnolo fu certamente importato in Inghilterra alla fine del 1800 erano tutti con un peso di circa 40 kg, peso simile all'attuale peso del Ca de Bou. Nello standard si dice gli inglesi cercarono una razza che fosse adatta per le corride. Nulla di meglio quindi del bulldog spagnolo, che era rintracciabile facilmente a Barcellona che distava dall'isola solo 146 km. Gli inglesi non potevano usare i propri bulldog assolutamente inadatti per il caldo dell'isola. Fino ad allora non c'era stato probabilmente alcun motivo per avere cani così bassi, la bassa altezza era preziosa nel combattimento con i tori. Il Perro de Toro, ovvero il Bulldog spagnolo è stato poi incrociato con la locale Ca de Bestiar in modo che potesse resistere al calore terribile dell'isola durante la corrida.
Le isole Baleari furono negli anni successivi al 1726 oggetto di una invasione francese, e poi nuovamente ritornarono sotto l'influenza inglese fino al 1803 quando furono restituite agli spagnoli. L'eredità inglese fece sì che si tramandasse sull'isola il combattimento con i tori fin dopo la soppressione di questa pratica avvenuta in Inghilterra nel 1835, in Spagna questa venne vietata nel 1883.
I majorcani rimasero favorevolmente impressionati dagli esemplari creati e trasmisero loro altre attitudini come: la guardia, la caccia, e la presa del toro in attesa che i macellai uccidessero lo stesso per poi macellarlo.
È stato probabilmente nel XIX secolo che la Ca de Bou ha acquisito il suo aspetto e tipicità attuale.
Il combattimento con i tori, anche per i costi elevati, fu sostituito dal combattimento con i cani; e la forma di questi dipende da vari fattori come: dal gusto, il clima e dall'ambiente.
In Inghilterra, dove la pratica ebbe inizio si preferirono i bull terrier e loro incroci, così anche negli Stati Uniti dove è stato selezionato il pitbull. In Francia si selezionarono cani di grossa taglia come il Dogue de Bordeaux.
Qualcuno sostiene che il perro da toro sia affine alla variante di Tolosa del Dogue de Bordeaux, anche per la vicinanza con il confine spagnolo.
In Spagna vi erano diversi Perro de Presas, questi erano: i diversi tipi alano spagnolo, il Perro de Toro (bulldog spagnolo, più pesante versione di alano spagnolo), il Perros de Tierra.
Nelle isole Canarie, si aveva il Perro de Presa Canario. A Maiorca, il Perro de Presa Majorquin (Ca de Bou), che è stato perfezionato per il clima e le molte funzioni tra cui quella di combattere.
I combattimenti di cani non sono stati vietati in Spagna fino al 1940 e quindi il processo di selezione per questa razza è stato lungo.

### XX secolo
La prima citazione scritta della Ca de Bou è del 1907, suggerendo che la razza era ben nota sin dal XIX secolo. Il presidente del club di Dogue de Bordeaux parla di loro, quando il meglio delle due razze si è incontrato/ affrontato a Madrid, per un combattimento nel 1920.
Nel 1923, la razza è stata registrata nel libro genealogico spagnolo, la prima registrazione di cani ufficiale è del 1928 e del 1929, il primo Ca de Bous venne mostrato al Salone mostra canina di Barcellona.
La carestia del 1920 e del 1930 non ha aiutato la razza. Nel 1946, lo standard era stato creato ma non vienne riconosciuto dalla FCI fino al 1964. Nel 1964 non vi erano più esemplari puri per l'abitudine all'incrocio con le nuove razze come il pastore tedesco, l'alano e il rottweiler. La razza è stata riportata in vita negli anni ottanta. Era stata incrociata con la Ca de Bestiar, i Majorcani per fortuna allevavano cani in base alla funzionalità. Entrambi il Ca de Bous e Ca de Bestiar hanno delle loro caratteristiche specifiche comuni, per i frequenti incroci tra le due razze. Da tali esemplari, sono riusciti a isolare quelli che sembrano essere più Ca de Bou rispetto a quelli Ca de Bestiar.
Negli anni Novanta, altri paesi hanno mostrato interesse per la razza. In Polonia e la Russia hanno trovato un grande di successo. Secondo voci non confermate sono di più di 200 i Ca de Bous a Mosca, mentre sono 250 in Spagna. La razza è molto apprezzata per la sua funzione a Puerto Rico. Altre nazioni come la Francia, Paesi Bassi, Danimarca, Finlandia e Svezia hanno diversi allevatori. I primi Ca de Bou sono stati introdotti nel Regno Unito provenienti dalla Francia nel 2001.
Secondo alcuni esperti la razza va considerata estinta e gli esemplari attuali non sono rappresentativi dell'originale Ca do Bou.

## Descrizione
La testa è voluminosa e massiccia con il cranio largo, lo stop o depressione naso-frontale è accentuata.
Gli occhi sono ovali e leggermente inclinati, è preferito il colore più scuro.
Le orecchie sono corte e leggermente rialzate. Il corpo è solido con ventre retratto. Le zampe anteriori sono forti e la coda raggiunge il garretto.
Il pelo è corto e duro.
I colori preferiti sono nell'ordine: tigrato, fulvo e nero; con il tigrato si preferisce il fulvo scuro con tonalità intense. Sono ammesse chiazze bianche agli arti, al torace, ed è tollerata una presenza di bianco fino al 30% della superficie corporea. La maschera nera è ammessa.

## Standard della razza
Lo standard della razza è stato approvato l'11 12 1996; mentre la prima apparizione della razza ad una manifestazione canina è del 1928.

## Temperamento
È essenzialmente un cane da guardia dal temperamento focoso e volitivo, affettuoso e docile con il padrone e i suoi cari; al contrario è temibile con gli sconosciuti.
Va socializzato sin da piccolo con i suoi simili.
Cresce rapidamente raggiungendo in età adulta una robustezza notevole; mal si adatta alle mura domestiche ha bisogno di spazio per potersi muovere liberamente.
Il Perro de Presa Mallorquin è stato selezionato per accentuarne la potenza e la tenacia, e questi sono gli elementi peculiari della sua personalità. Se sfidato il cane non arretra di fronte a nulla. Rimane sempre rispettoso del proprietario e dei suoi familiari; però, non dovrebbe mai essere lasciato solo con bambini intorno o con altri piccoli animali, e dovrebbe essere socializzato fin da cucciolo, con successivi rinforzi anche nell'età adulta.
È una razza che fa parte della lista delle razze canine pericolose.
È un cane tendenzialmente dominante che richiede una socializzazione precoce e un addestramento continuo e importante. Inoltre, è un cane intelligente che ha bisogno di un proprietario esperto di cani che lo possa comprendere, gestire e soprattutto educare in modo responsabile. Addestrarmento con metodi sbagliati rende il Perro de Presa Mallorquin un animale pericoloso.
I proprietari dovrebbero educare il loro cane da Presa Mallorquin fin dal cucciolo al fine di fargli apprendere l'obbedienza a vari comandi; pertanto è utile l'educazione con educatori cinofili preferibilmente esperti della razza.

## Diffusione
In Italia è ancora una razza molto rara è, infatti, raramente presente alle manifestazioni cinofile.

## Galleria d'immagini

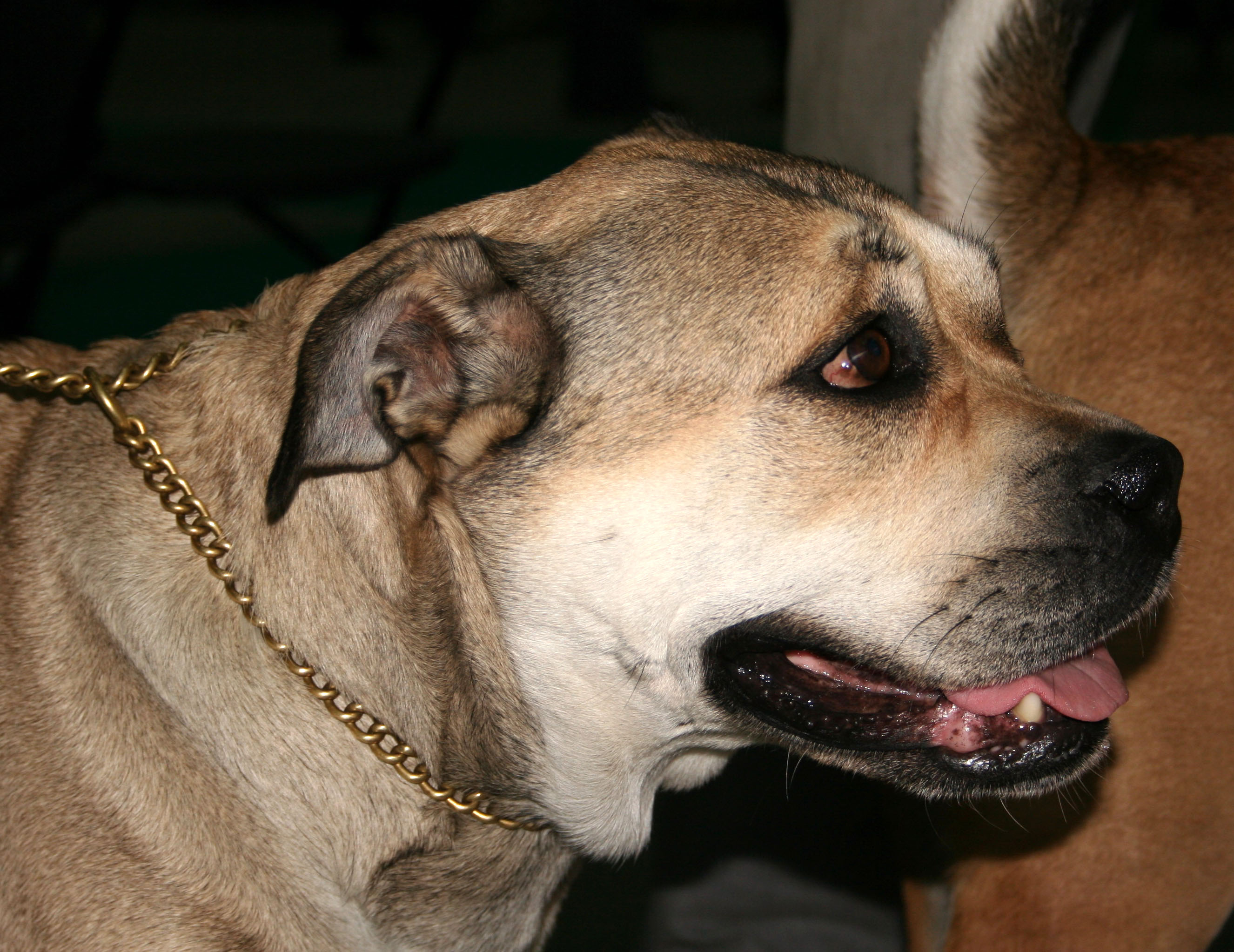
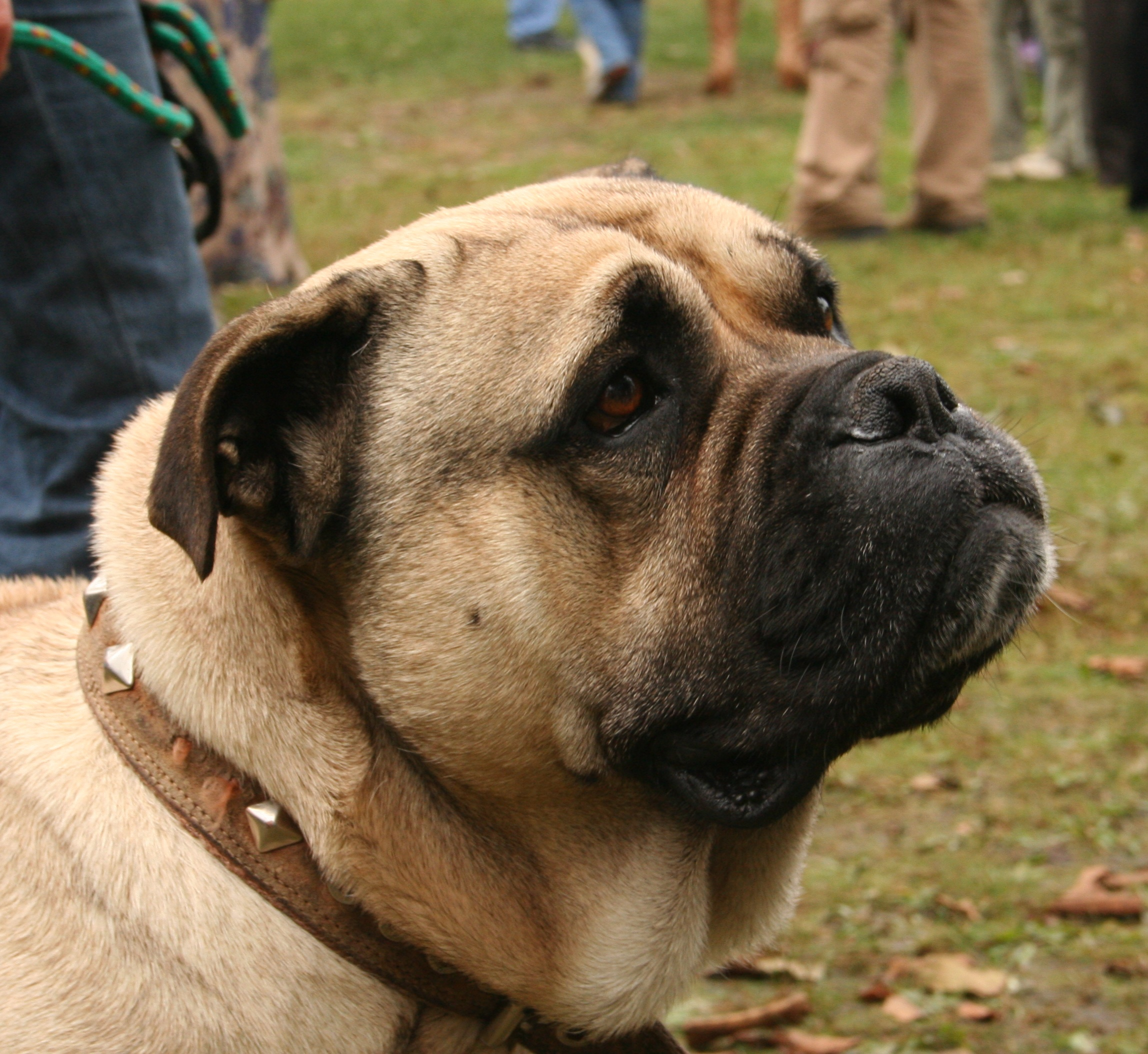
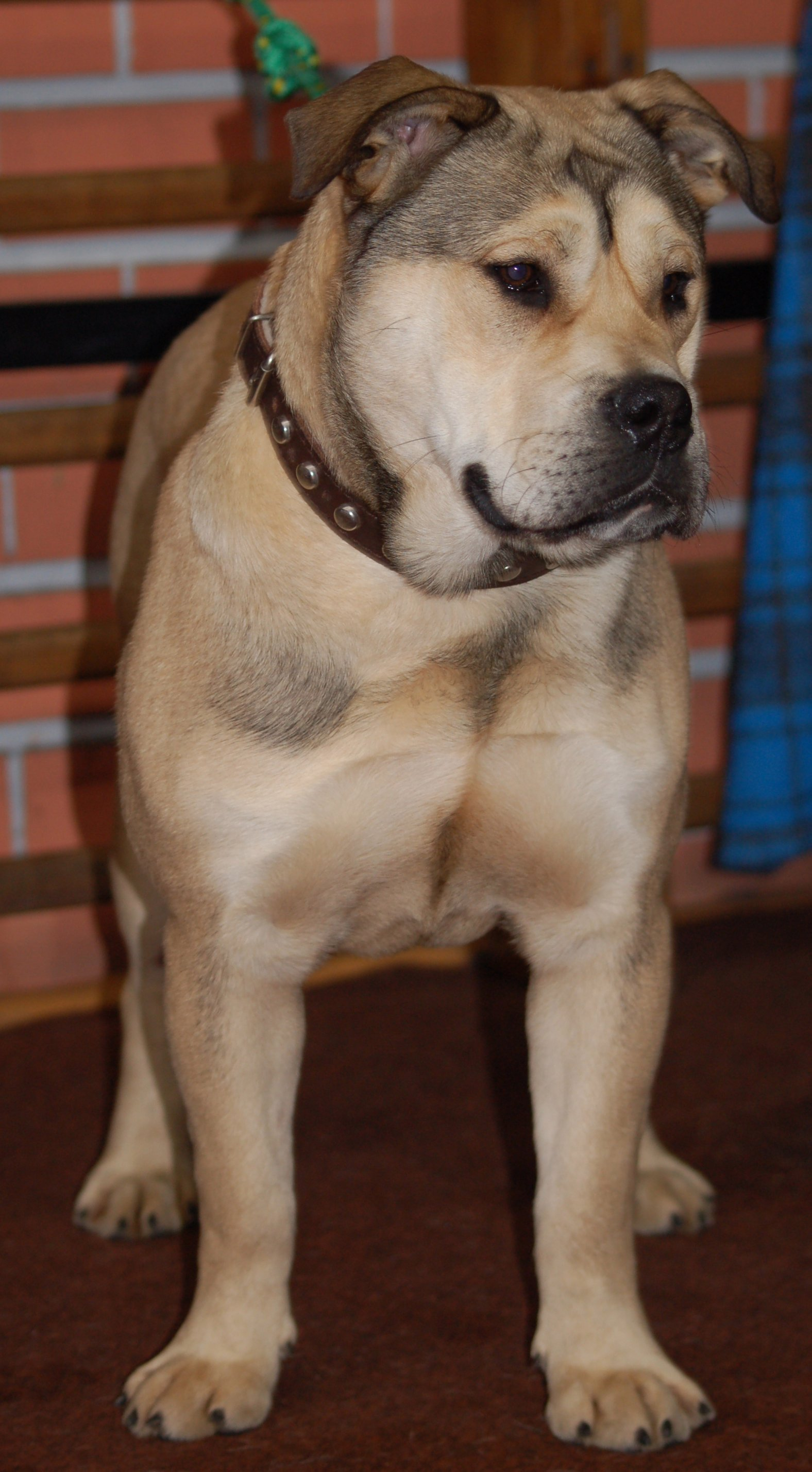
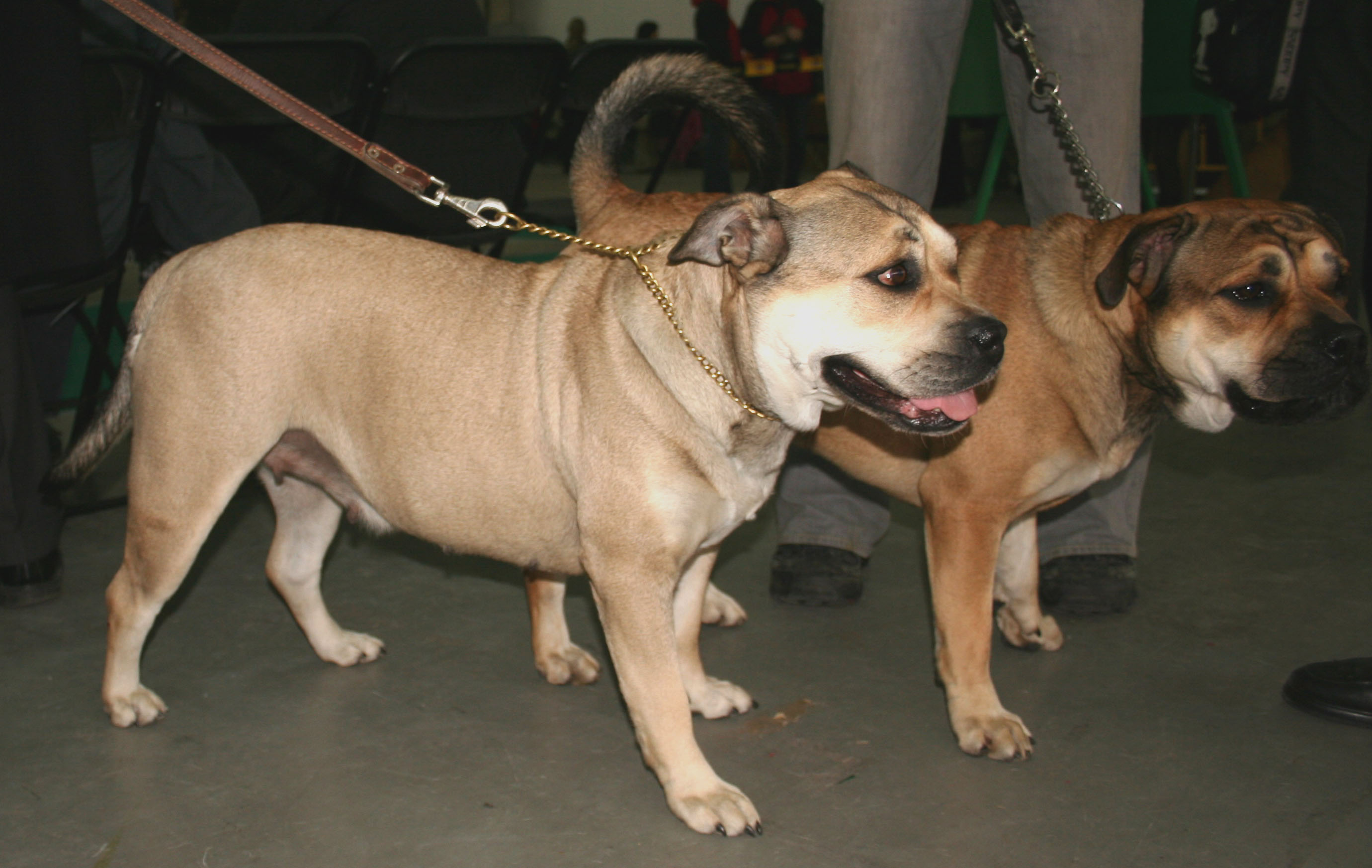